# Klavirska sonata št. 3 (Skrjabin)
Aleksander Skrjabin: Klavirska sonata št. 3, op. 23, fis-mol. (1898)
(okviren čas trajanja: 20 minut)
Tretja klavirska sonata je najdaljše in najobsežnejše Skrjabinovo klavirsko delo. Spričo jasne razvojne linije v kompozicijski tehniki prihaja neposredno po 2. klavirski sonati, s katero ima mnogo skupnih potez, jo tehnično-vsebinsko dopolnjuje in nadaljuje njeno glasbeno misel. Delo vsebuje 4 večje stavke po klasičnem zgledu in je zadnja Skrjabinova klavirska skladba, ki se v večji meri naslanja na tradicionalno sonatno obliko. Skladatelj naj bi jo poimenoval »gotska« in naj bi vzbujala vtis porušenega gradu. Nekaj let kasneje, ko je svoja zapletena filozofska prepričanja spremenil, jo je poimenoval v »Stanja duše«, s programskim razvojem:
- 1. stavek: Napredovanje duše skozi trpljenje in trud
- 2. stavek: Iluzorna nasprotja cvetja in pesmi
- 3. stavek: Neizrazljivo morje občutkov
- 4. stavek: Objem praznine

## Oblikovna analiza
- 1. stavek nosi naslov Drammatico in je dejansko prežet z dramatičnim duhom, glavna misel je kratka, jedrnata in se dobro vtisne v spomin. V smislu sonatne oblike jo skladatelj uvede že na začetku, sledita pa ji dve stranski temi, lirična in živahnejša (zaključna) tema. V pretežno kratki izpeljavi (srednjem delu sonatne forme prvega stavka) se pojavlja samo glavna misel v različnih harmonskih in modulacijskih različicah, sledi ji korektna repriza, ki prinese ves prvi del stavka (ekspozicija) kot ponovitev brez vsakršnega dodatka, zgolj kot transponiran odstavek, podobno, kot je to rad delal Mozart.

Vendar so razlike med Mozartovo in Skrjabinovo ekspozicijo silne:
- Mozartova melodika je popolnoma jasna, neobtežena in preprosta;
- Skrjabinov način pa je silna barvno-zvokovna pestrost, prefinjenost in slednjič tudi vsebinsko stopnjevanje, katerega Mozart skorajda ni poznal.

Prvemu stavku, ki je kljub osnovni širini strnjen in brez navlake, sledi lahkotnejši
- 2. stavek, Allegretto, ki nadomešča Beethovnov scherzo. Napisan je prav tako v trodelni obliki (okvirni odstavek oklepa osrednji, živahnejši in tudi vsebinsko lahkotnejši odstavek, ki zavtema mesto tria v scherzu), ki deluje kot nenavaden intermezzo.
- 3. stavek, Andante, je prizorišče liričnega razpletanja melodij, ki so skladateljevo prvobitno polje ustvarjanja. Široke melodične linije označujejo to razdobje Skrjabinovega kompozicijskega sloga in tudi v tej sonati ni varčeval z bogato harmonsko opremljeno melodiko. Ta stavek je bil podobno kot drugi, komponiran v preprosti trodelni pesemski obliki, vendar je ponovitev glavnega odstavka variirana. Priključen ji je prehod v tretji stavek. Ta prehod je za poznejšega Skrjabina dokaj značilen, kajti sprva prinese nekakšno reminiscenco, spomin na prvi stavek, čigar karakteristični začetni motiv se nenadoma pojavi na tem mestu. Nato pa uvede nekaj taktov, ki dinamično naraščajo v
- 4. stavek, Presto con fuoco, ki je eden najbolj široko razpredenih Skrjabinovih stavkov. V njem je krepka tematika s pridihom usodnosti nezadržna, čeprav jo dvakrat prekine lirični vmesni odstavek, ki pa nima moči, da bi zadržal mrki in mračni polet, s katerim je Skrjabin pogosto karakteriziral demonske sile. Ta stavek je napisan v obliki rondoja, vendar z mnogimi svoboščinami. Predvsem je poln stopnjevanj v harmoniji in dinamiki, vendar je morda prenasičen sekvenc in vedno na isti način postavljenih gradacij, ki nekoliko utrujajo. H koncu privede skladatelj na prav dramatičen način (s podobno tehniko kot Bizet v zadnjem dejanju opere Carmen) do veličastnega vrhunca, s katerega pa v nekaj bežnih korakih pade nazaj v skoraj obupano dramatičnost, ki je tako značilna za večino njegovih kasnejših del.